# 東葛クリニック病院
医療法人財団松圓会東葛クリニック病院（いりょうほうじんざいだんしょうえんかいとうかつクリニックびょういん）は、千葉県松戸市にある医療機関。

## 概要

### 沿革
- 1973年4月 - 千葉県東葛地域における血液透析療法のパイオニア的存在として、松戸市樋野口に「東京クリニック」を開設。
- 1977年11月 - 「東京クリニック」本院を有床診療所から病床数76床の本格的な病院に移行。さらに、研究および検査棟の整備を行う。
- 1979年11月 - 地域医療へのより高い貢献を目指して「医療法人財団松圓会」を設立、同時に名称を「東葛クリニック」に変更。
- 1986年9月 - 「東葛クリニック」の病床数を101に増床。
- 1990年8月 - 「東葛クリニック」を「東葛クリニック病院」に名称変更。
- 1999年3月 - 「東葛クリニック病院」を移転、現在地に開設。
- 2006年12月 - 「東葛クリニック病院」の病床数を101床から95床へ変更。同時に「創傷ケアセンター」を開設。

## 診療科
- 内科
- 腎臓内科
- 人工透析内科
- 循環器内科
- 糖尿病内科
- 呼吸器内科
- 外科
- 消化器外科
- 呼吸器外科
- 血管外科
- 整形外科
- 泌尿器科
- 神経内科

## 指定医療機関
- 保険医療機関
- 労災保険指定医療機関
- 生活保護法指定医療機関
- 結核予防法指定医療機関
- 被爆者一般疾病医療機関
- 身体障害者福祉法医師指定医療機関
- 障害者自立支援法指定医療機関（腎臓）
- 救急病院告示指定病院

## 交通
- JR常磐線松戸駅西口下車　徒歩15分。
- 京成松戸線松戸駅下車　徒歩15分。
- 松戸駅西口から「東武バス|京成バス」・「全線|八潮駅南口行き」どちらも「7番乗り場」より乗車。「地蔵前下車」下車（所要時間5分程度）徒歩3分。

## グループ施設
- 東葛クリニック松戸（千葉県松戸市根本64-2）
- 東葛クリニックみらい（千葉県松戸市本町21-2 都市綜合第3ビル）
- 東葛クリニック新松戸（千葉県松戸市新松戸4-136）
- 東葛クリニック八柱（千葉県松戸市日暮1-1-1 八柱駅第二ビル5階）
- 東葛クリニック柏（千葉県柏市柏2-10-2 The Kashiwa Tower2階）
- 東葛クリニック我孫子（千葉県我孫子市本町2-2-16 第一鈴木ビル4階）
- 東葛クリニック小岩（東京都江戸川区南小岩7-28-11 ファーストセントラルビル3階）
- あきら第2居宅介護支援事業所（千葉県松戸市樋野口822）